# 500 дней лета
«500 дней ле́та» (англ. (500) Days of Summer — «500 дней Саммер») — американская романтическая комедийная драма 2009 года режиссёра Марка Уэбба, его первый полнометражный фильм. Сценаристами фильма являются Скотт Нойштадтер и Майкл Х. Вебер, продюсером выступил Марк Уотерс. В главных ролях фильма — Джозеф Гордон-Левитт и Зои Дешанель. В сюжете используется нелинейная структура повествования, в основе которой — главный герой мужчина, и его воспоминания о неудавшихся отношениях.
Фильм получил награды за лучший оригинальный сценарий и лучший сценарий на 14-й премии Satellite Awards и 25-й премии Independent Spirit Awards, а также две номинации на 67-й церемонии вручения награды «Золотой глобус»: лучший фильм — мюзикл или комедия и лучшая мужская роль — мюзикл или комедия (Гордон-Левитт).

## Сюжет
Фильм рассказывает историю жизни Тома Хэнсона (Джозеф Гордон-Левитт) в течение 500 дней, начиная с 8 января, когда в офис фирмы, производящей поздравительные открытки, где он работает (хотя сам он учился на архитектора), пришла работать Саммер Финн (Зоуи Дешанель) (англ. Summer — «лето»). Саммер приезжает из штата Мичиган и не сразу замечает Тома, в то время как сам молодой человек сразу понимает, что эта встреча предрешена судьбой.
Их первый короткий разговор состоится в лифте, когда оказывается, что Саммер любит ту же музыку, что и Том — группу The Smiths. За первой встречей следует вторая, за второй ещё одна, и вскоре пара начинает встречаться. Однако Саммер не хочет серьёзных отношений, так как относится к ним проще и легкомысленнее Тома. Она заявляет, что не верит в любовь, не любит «навешивать ярлыки», то есть ей не нравится быть чьей-то девушкой. Том, в свою очередь, понимает, что стремится только к серьёзным отношениям. Эта разница в героях приводит к разрыву их отношений на 290-й день знакомства.
Том подавлен, но всё же отправляется на свадьбу коллеги, где снова встречает Саммер. Они прекрасно проводят время, и она приглашает его на вечеринку на крыше своего дома. Но на той вечеринке Том, надеявшийся восстановить отношения с Саммер, обнаруживает, что его бывшая девушка помолвлена, из-за чего впадает в ещё большую депрессию. Его нервы не выдерживают, он увольняется с нелюбимой работы и решает сделать карьеру архитектора. Тем временем Саммер выходит замуж.
В последний раз Том и Саммер встречаются на любимом месте Тома у Дома изобразительных искусств, куда он приводил её, когда они были вместе. Отношения кардинально поменяли взгляды обоих. Теперь Том уверен, что того, во что он верил, не существует, а Саммер поняла, что любовь реальна и вполне возможна.
В последний «день лета» (23 мая следующего года) Том проходит собеседование в архитектурную фирму. Он назначает свидание девушке, с которой познакомился перед собеседованием. Её зовут Отэм (англ. Autumn — «осень»), и для Тома начинается счётчик «дней осени».
Повествование фильма ведётся не параллельно развитию сюжета: с помощью счётчика дней оно то забегает вперёд, то возвращается, показывая зрителям Тома то счастливым во время их с Саммер отношений, то депрессивным после разрыва.

## В ролях
- Джозеф Гордон-Левитт — Том Хэнсен
- Зоуи Дешанель — Саммер Финн
- Джеффри Аренд — МакКензи
- Хлоя Морец — Рейчел Хэнсен
- Мэттью Грэй Гублер — Пол
- Кларк Грегг — Вэнс
- Патрисия Белчер — Милли
- Рэйчел Бостон — Элисон
- Минка Келли — Отэм

## Критика
В целом фильм получил положительные отзывы. На сайте IMDb фильм получил 7,7 баллов. На Rotten Tomatoes на основе 235 рецензий кинокритиков рейтинг фильма составил 86 %.
Питер Треверс из журнала Rolling Stone отметил оригинальный сценарий, который показывает весёлые моменты, но и в то же время помогает показать линии разлома. Он также отметил работу Джозефа Гордона-Левитта и Зоуи Дешанель, говоря: «Они играют по-настоящему, с пониманием тонкостей и чувств».
Марк Адамс из Daily Mirror дал фильму блестящую рецензию, присвоив ему полные пять звезд и написал: «Это современный роман для взрослых … добродушный, забавный, глубоко романтичный рассказ. Он наполнен энергией и первоклассной игрой Дешанель и Гордона-Левитта, которые очаровательны и искренне отыгрывают любовь!». Empire поставила фильму 4 звезды из 5: «Прекрасно сыгранный, одновременно серьёзный и легкий, бесконечно изобретательный, фильм — сильный претендент на звание самого оригинального фильма года». Роджер Эберт из Chicago Sun-Times дал фильму четыре звезды из четырёх, охарактеризовав фильм как «восхитительную комедию, полную изобретений». Он особенно похвалил сильную игру Гордона-Левитта и Дешанель и резюмировал свой обзор, добавив: «Вот редкий фильм, который начинается с того, что рассказывает нам, как он закончится, и о том, как герой понятия не имеет, почему».
Скотт Тобиас из The A.V. Club поставил фильму оценку «B-» и раскритиковал его за «удручающие клише», из-за которых он «оказался на ничейной земле между Голливудом и чем-то реальным».

## Культурное влияние
В интервью Entertainment Weekly, посвященном 10-летию со дня выхода фильма, главные актёры Джозеф Гордон-Левитт и Зои Дешанель рассказали о культурном влиянии фильма и о том, что зрители часто неверно трактуют задумку сюжета. Например, существует мнение, что Саммер — отрицательный персонаж. Несмотря на то, что фильм рассказывает историю с точки зрения личных переживаний Тома, «Саммер полностью открыта и честна на протяжении всего фильма». Гордон-Левитт неоднократно просил отвлечься от сочувствия к своему персонажу Тому. «У него (Тома) развивается лёгкая бредовая одержимость девушкой, на которую он проецирует все свои фантазии. […] Том влюбляется в своё идеализированное представление о девушке, а не в настоящую Саммер».

## Награды
Скотт Нюстадтер и Майкл Уэбер получили награду Hollywood Film Festival в номинации Hollywood Breakthrough Screenwriter Award 26 октября 2009. Они также были номинированы на премию «Спутник» за лучший оригинальный сценарий.
«500 дней лета» был назван одним из десяти лучших фильмов 2009 года по версии Национального совета кинокритиков США и номинирован на четыре награды «Независимый дух» и People’s Choice Award.
Также фильм получил две номинации на 67-й «Золотой глобус»: в номинациях «лучший фильм (комедия или музыкальный)» и Джозеф Гордон-Левитт как «лучший актёр (комедия или музыкальный фильм)».
| Награды                                       | Награды                                               | Награды                                                | Награды                                               |
| Награда                                       | Категория                                             | Номинант(ы)                                            | Результат                                             |
| --------------------------------------------- | ----------------------------------------------------- | ------------------------------------------------------ | ----------------------------------------------------- |
| Detroit Film Critics Society 2009             | Лучший фильм                                          | Лучший фильм                                           | номинирован                                           |
| Detroit Film Critics Society 2009             | Лучший режиссёр                                       | Марк Уэбб                                              | номинирован                                           |
| Detroit Film Critics Society 2009             | Лучший актёр                                          | Джозеф Гордон-Левитт                                   | номинирован                                           |
| Независимый дух                               | Лучший фильм                                          | 500 дней лета                                          | номинирован                                           |
| Независимый дух                               | Лучший сценарий                                       | Скотт Нюстадтер Майкл Уэбер                            | победил                                               |
| Независимый дух                               | Лучшая главная мужская роль                           | Джозеф Гордон-Левитт                                   | номинирован                                           |
| Награда Национального совета кинокритиков США | Десять лучших фильмов года (Top 10 Films of the Year) | Десять лучших фильмов года (Top 10 Films of the Year)  | Десять лучших фильмов года (Top 10 Films of the Year) |
| Награда Национального совета кинокритиков США | В свете прожекторов (Spotlight Award)                 | Марк Уэбб                                              | победил                                               |
| People's Choice Award                         | Favorite Independent Movie                            | 500 дней лета                                          | номинирован                                           |
| Спутник                                       | Десять лучших фильмов года (Top 10 Films of the Year) | Десять лучших фильмов года (Top 10 Films of the Year)  | Десять лучших фильмов года (Top 10 Films of the Year) |
| Спутник                                       | Лучший оригинальный сценарий                          | Скотт Нюстадтер Майкл Уэбер                            | победил                                               |
| Спутник                                       | Лучшая актриса, комедия или музыкальный фильм         | Зоуи Дешанель                                          | номинирован                                           |
| Золотой глобус                                | Лучший фильм (комедия или мюзикл)                     | Мэйсон Новик Джессика Тачински Марк Уотерс Стивен Вулф | номинирован                                           |
| Золотой глобус                                | Лучший актёр в комедии или мюзикле                    | Джозеф Гордон-Левитт                                   | номинирован                                           |

## Саундтрек
1. «A Story of Boy Meets Girl» — Майкл Данна и Роб Симонсен[англ.]
2. «Us» — Регина Спектор
3. «There Is A Light That Never Goes Out» — The Smiths
4. «Bad Kids» — Black Lips
5. «Please, Please, Please Let Me Get What I Want» — The Smiths
6. «There Goes the Fear» — Doves
7. «You Make My Dreams» — Hall & Oates
8. «Sweet Disposition» — The Temper Trap
9. «Quelqu’un m’a dit» — Карла Бруни
10. «Mushaboom» — Лесли Файст
11. «Hero» — Регина Спектор
12. «Bookends» — Simon and Garfunkel
13. «Vagabond» — Wolfmother
14. «She’s Got You High» — Mumm-Ra
15. «Here Comes Your Man» — Pixies
16. «Please, Please, Please Let Me Get What I Want» — She & Him
17. «Sugar Town» — Нэнси Синатра
18. «She’s Like the Wind» — Патрик Суэйзи